# Clube Atlético Metropolitano
Il Clube Atlético Metropolitano, conosciuto semplicemente come Metropolitano, è una società calcistica brasiliana con sede nella città di Blumenau, nello stato di Santa Catarina.

## Storia
Il club è stato fondato il 22 gennaio 2002. Ha partecipato al Campeonato Brasileiro Série C nel 2008 e al Campeonato Brasileiro Série D nel 2010, nel 2011, nel 2012, nel 2013, nel 2014 e nel 2015.

## Palmarès

### Competizioni statali
- Campeonato Catarinense Série B: 1

2018